# Leonardo Rayo
Leonardo Benjamín Rayo Nordetti (n. Santiago, Chile, 24 de noviembre de 1992) y es un futbolista chileno. Juega de portero.

## Clubes
| Club             | País      | Año       |
| ---------------- | --------- | --------- |
| Colo-Colo        | Chile     | 2007-2011 |
| Sham Shui Po SA  | Hong Kong | 2012      |
| Coquimbo Unido   | Chile     | 2013      |
| Trasandino       | Chile     | 2013-2015 |
| Lota Schwager    | Chile     | 2015-2016 |
| Real San Joaquín | Chile     | 2016-2019 |
| Deportes Colina  | Chile     | 2020      |